# Lincoln Maiztegui Casas
Lincoln Raúl Maiztegui Casas (Montevideo, 11 d'agost de 1942 - Montevideo, 11 de setembre de 2015) va ser un historiador, professor i periodista uruguaià.

## Biografia
Va estudiar al Col·legi Pío, al Liceu Zorrilla i al Col·legi del Sagrat Cor (exseminari). Va cursar la llicenciatura d'història a la Universitat de Barcelona i a la Universitat Nacional d'Educació a Distància de Madrid.
Va ingressar a la docència el 1968 i ha estat professor d'història en ensenyament secundari a diversos liceus públics i privats i a l'institut Normal de Mercedes. Va ser també professor d'Història Contemporània a la Universitat de Montevideo.
Va exercir una llarga activitat periodística en diversos mitjans de l'Uruguai i Espanya, país on va viure exiliat a les ciutats de Barcelona i Madrid, entre 1976 i 1992. Entre ells, a les revistes Historia y Vida i Nueva Història de Barcelona, als diaris El Independiente i El País de Madrid, als setmanaris El Oriental Búsqueda i Postdata de Montevideo i al diari El Observador. Entre 1988 i 1992 va ser director de la revista espanyola Jaque, especialitzada en escacs, i redactor del Boletín El Trabajo entre febrer i maig de 1987. El 2001 va rebre el premi Juan José Morosoli a la millor tasca periodística de l'any.
Va donar conferències a la Facultat de Dret i Ciències Socials de la Universitat de la República. El 1995 va ser professor de periodisme a la Universitat Catòlica de l'Uruguai. És autor de la secció història americana de l''Enciclopèdia de l'Uruguai de l'Observador (2003) i autor de gran part de la secció històrica de la mateixa. També va ser autor de la secció d'història americana de l'Enciclopèdia Larousse, i va ser redactor de diversos fascicles de la col·lecció Grans Compositors, Grans Temes de la Música i Musicalia.
Va gravar el 2012 el disc De otro tiempo amb cançons de la seva autoria i altres record de la seva infantesa.

## Obres publicades
- Maiztegui, Lincoln. Uruguay: Coloniaje y revolución.  Fundación de Cultura Universitaria (Montevideo), 1973.
- Maiztegui, Lincoln. Artigas, 1973.
- Maiztegui, Lincoln. Mozart: detrás de la máscara.  Planeta, 1997. ISBN 9504914632.
- Maiztegui, Lincoln. Parque Central, 2002.
- Maiztegui, Lincoln. De madera noble: Colección de artículos periodísticos.  S.A. Publicaciones & Ediciones, 2003. ISBN 9974755891.
- Maiztegui, Lincoln. Orientales 1: Una historia política del Uruguay. De los orígenes a 1865.  Planeta, 2005. ISBN 950491330X.
- Maiztegui, Lincoln. Orientales 2: Una historia política del Uruguay. De 1865 a 1938.  Planeta, 2005. ISBN 9504914098.
- Maiztegui, Lincoln. Orientales 3: Una historia política del Uruguay. De 1938 a 1971.  Planeta, 2008. ISBN 978-9974-64351-2.
- Maiztegui, Lincoln. Orientales 4: Una historia política del Uruguay. De 1972 a 1985.  Planeta, 2008. ISBN 978-9974-643703.
- Maiztegui, Lincoln. Orientales 5: Una historia política del Uruguay. De 1985 a 2005.  Planeta, 2010. ISBN 978-9974-685338.